# Audiolith
Audiolith, aussi appelé Audiolith Records, est un label discographique indépendant de Hambourg-Bahrenfeld. Audiolith publie principalement de la musique électronique et du rock indépendant. Le style musical des publications varie, Audiolith est influent dans le domaine de l'electropunk germanophone.

## Histoire

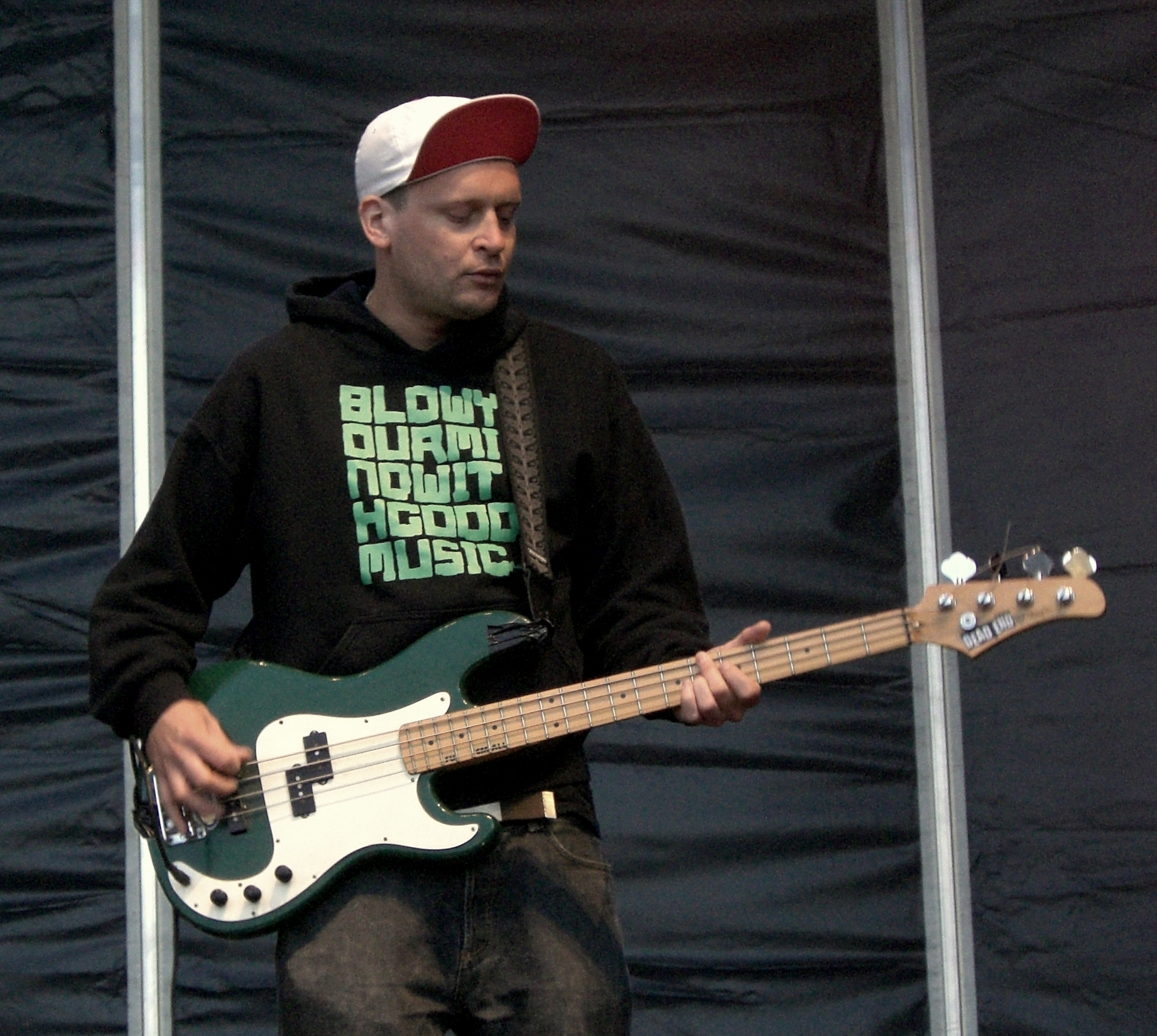
Lars Lewerenz, fondateur du label, ici en 2009.

Le label est fondé en 2003 par Lars Lewerenz, qui avait auparavant travaillé entre autres pour le label américain Dim Mak et était lui-même actif au sein du groupe Dos Stilettos. La première publication du label est le single 7" Both Sides of the Ocean de The Dance Inc. Plus tard, des publications d'artistes tels que Der Tante Renate, Egotronic, Frittenbude, Plemo et Saalschutz viennent s'y ajouter. La plupart des artistes viennent d'Allemagne, en particulier de Berlin et de Hambourg, mais un groupe californien, Innaway, est également représenté chez Audiolith.
En 2007, Lewerenz dit avoir constaté qu'il ne vendait presque plus que de la musique, mais qu'il n'apparaissait plus en tant que musicien. Il décide de créer une entreprise et gagne depuis lors sa vie avec le label. En août 2009, Audiolith sort le sampler Doin' Our Thing, la cinquantième publication du label. Le sampler comprend, outre un CD avec 18 morceaux de plusieurs groupes Audiolith différents, un DVD avec 27 clips.
En 2010, Audiolith organise une tournée dans quatre petits villages (Döbeln, Oelde, Tannheim-Egelsee et Höhr-Grenzhausen) sous le nom de Dorfdisko Geiselfahrt, au cours de laquelle Bratze, Egotronic et Frittenbude présentent chacun leur nouvel album. Des représentants des médias sont invités à cette occasion et ont accompagné les groupes dans le bus de tournée. Dans le cadre de cette action, des reportages détaillés ont été publiés dans divers journaux nationaux et à la télévision,,,,.
En juillet 2011, Audiolith et le label berlinois Staatsakt annoncent la fusion des deux labels. Dans un premier temps, seules quelques publications isolées devaient paraître sur le label commun Audioakt et les deux labels devaient continuer à exister en parallèle. Seul l'album Die Elite der Nächstenliebe du groupe de médias Telekommander sortira sur Audioakt.

## Structure et situation financière
Audiolith ne se présente pas exclusivement comme un label discographique, mais est également actif sur le plan économique en tant que maison d'édition, distributeur de produits dérivés et agence de booking. Selon son fondateur, cette diversification dans la monétisation des groupes liés par contrat permet à l'entreprise de rester rentable, car les bénéfices réalisés dans certaines branches permettent de compenser les pertes d'autres secteurs d'activité. Dans ce contexte, Audiolith réalise ses plus gros bénéfices grâce à la vente de t-shirts.
Lewerenz, qui dans sa fonction de « A&R, promoteur [et] chef de produit », indique lui-même dans l'interview qu'il travaille régulièrement sept jours sur sept pour le label, emploie un travailleur indépendant ainsi qu'un stagiaire. Dans un article pour le Spiegel Online, il chiffre les frais de personnel à 2 100 euros, Audiolith devant encaisser au total 2 500 à 3 000 euros par mois pour être rentable.

## Artistes et groupes
Les artistes et groupes du label comprennent notamment : Fuck Art, Let's Dance!, ClickClickDecker, Heinz Strunk, et Kraftklub (sous In Schwarz).